# Martinho Coelho de Siqueira

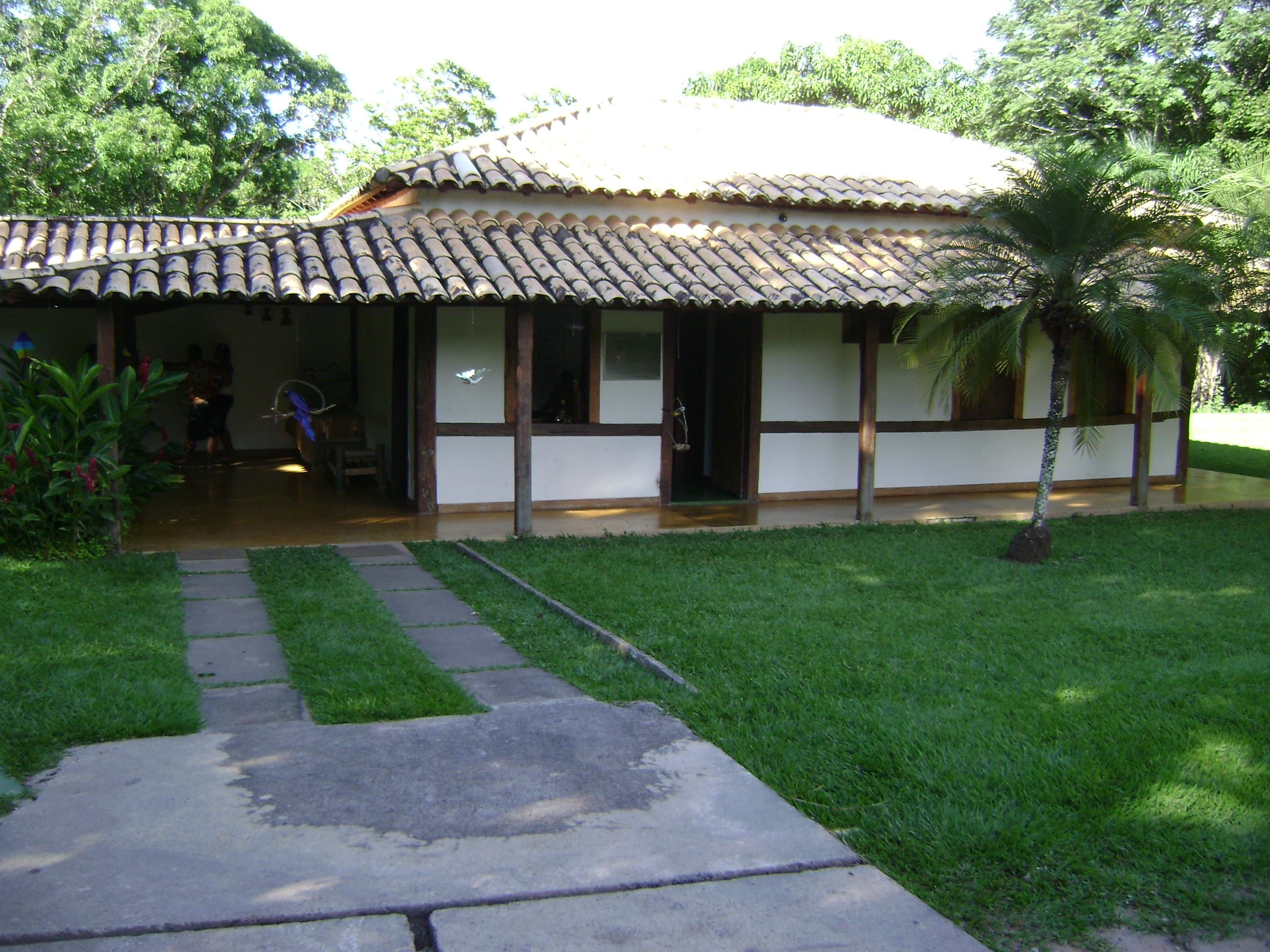
A primeira casa da cidade de Caldas Novas, construída por Martinho Coelho da Siqueira.

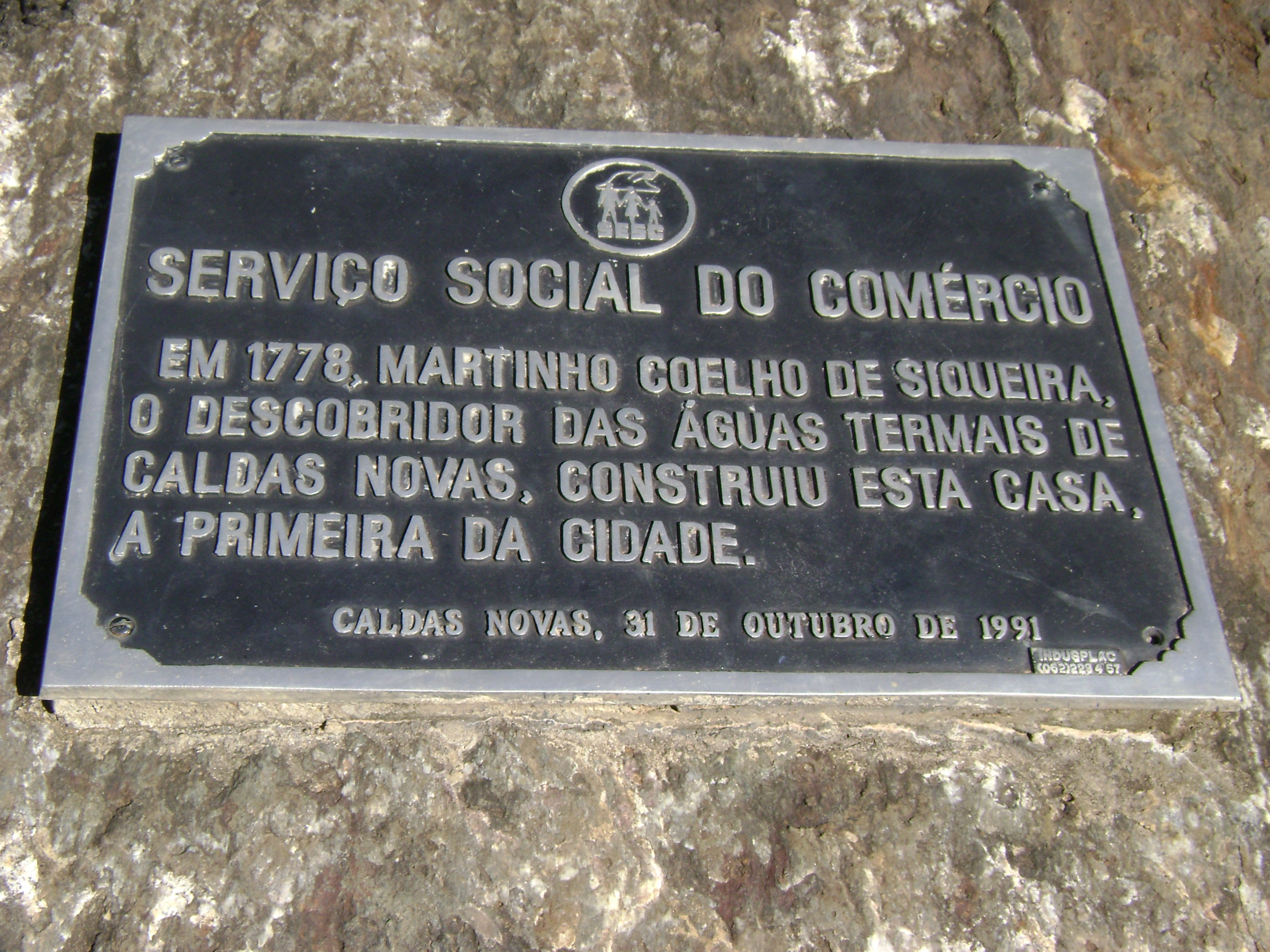
Placa em frente à primeira casa da cidade.

Martinho Coelho de Siqueira foi um bandeirante que percorreu a região de Goiás, e descobriu fontes de águas termais no sudeste deste estado, fundando o município de Caldas Novas.

## O descobrimento de Caldas Novas
Em uma de suas incursões pelos sertões Guaianases em 1722, Bartolomeu Bueno da Silva, o filho, encontrou um córrego de água quente (que mais tarde receberia o nome de Caldas e posteriormente de Lavras) e algumas fontes de águas termais, a que, no entanto, não dedicou grande atenção, prosseguindo viagem, em busca de ouro. Em 1777,  o caçador Martinho Coelho de Siqueira descobriu casualmente as fontes termais que ficaram conhecidas como Caldas de Pirapitinga e, em seguida, as que receberam o nome de Caldas Novas, na margem direita do córrego das Caldas, em cujo curso encontrou, também ouro abundante. O caçador requereu então sesmaria na região e construiu, na margem esquerda do referido córrego, uma propriedade a que denominou Fazenda das Caldas. Junto a esta formou-se a primeira povoação, constituída por garimpeiros e enfermos atraídos pelas águas termais. Em 1850 outra povoação surgiu na margem oposta do riacho, nos terrenos onde se encontravam as fontes de Caldas Novas, em virtude da construção, ali, da igreja de Nossa Senhora do Desterro, então padroeira do Iugar (em 1888 foi adotado novo orago: Nossa Senhora das Dores de Caldas Novas) . O arraial de Caldas Novas foi desmembrado do Município de Santa Cruz, a que pertencia, e anexado ao então Município de Vila Bela de Morrinhos, em 1880; elevado a distrito, em 1893, e a sede de Município, então criado, em 1911, pela Lei estadual nº 393, de 5 de julho daquele ano.  A Lei nº 724, de 21 de junho de 1923. elevou-o a categoria de cidade. O Município de Caldas Novas é constituído de apenas um distrito - o da sede. Nos quadros da divisão judiciária, deixou de ser Termo de Morrinhos, passando a condição de Comarca de 1ª estância, por efeito da Lei n° 123.  de 15 de junho de 1937.